# NGC 4451
NGC 4451 este o galaxie spirală situată în constelația Fecioara. A fost descoperită în 1865 de către Heinrich Louis d'Arrest. Se află la o distanță de 23,01 de megaparseci de Pământ.